# Художник флота

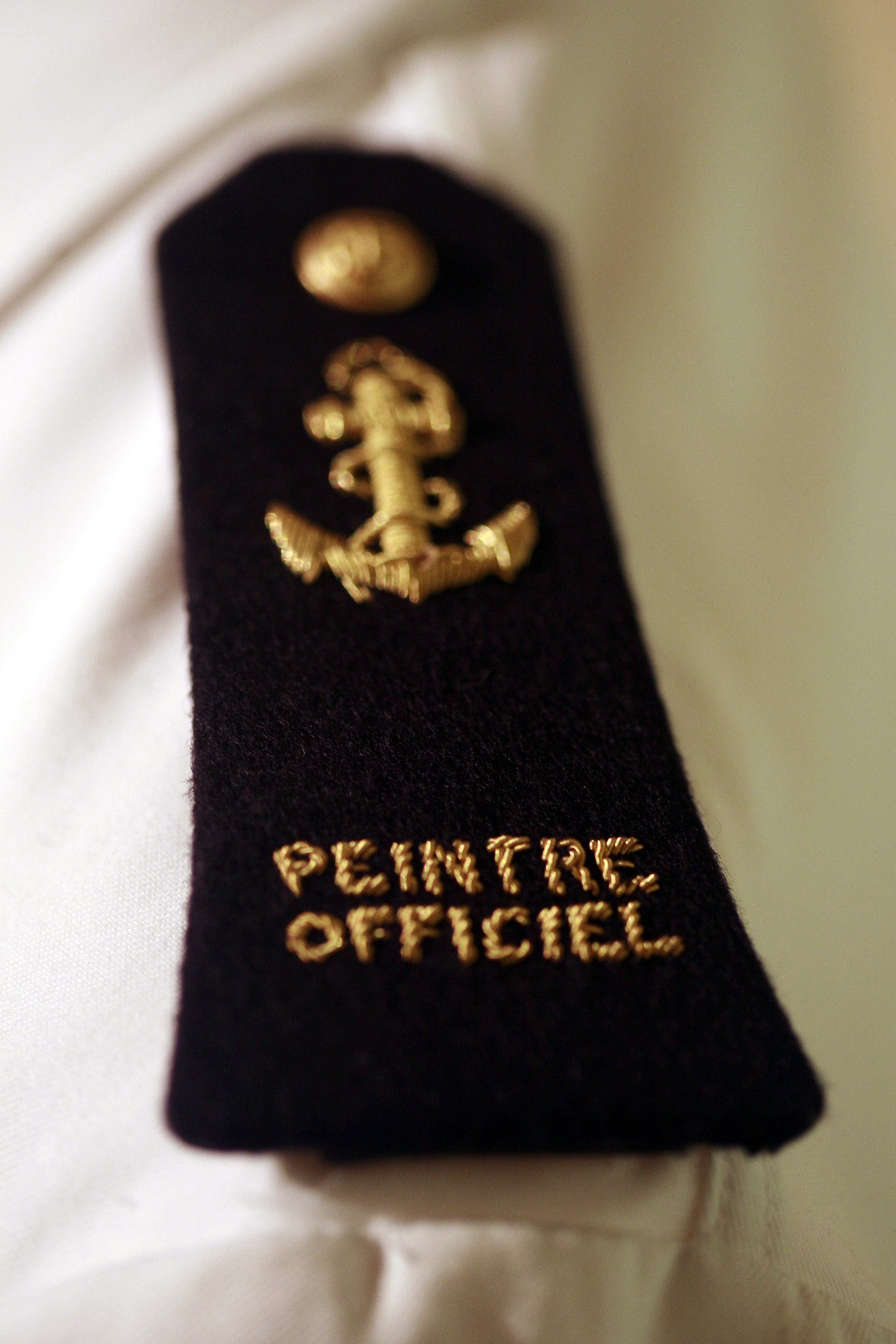

Художник флота (фр. Peintre Officiel de la Marine, POM) — звание официального художника французского ВМФ, имеющего ранг офицера.
Звание художник флота появилось во Франции после Июльской революции 1830 года. Первыми художниками, получившими флотское офицерское звание, были Луи-Филипп Крепен и Жан-Антуан-Теодор Гюден. Количество художников-офицеров ВМС ограничено числом 40. Художники, входящие в группу художников флота, за это звание не получают от государства денежного вознаграждения, однако во Франции специальным декретом все художественные произведения, созданные в рамках POM, объявлены принадлежащими к национальному культурному достоянию.
Структура POM иерархична и состоит из двух рангов:
- agréés («допущенные»), во флотском звании капитан-лейтенанта
- titulaires («пожизненно избранные»), во флотском звании капитан 3-го ранга

Член сообщества POM, состоящий в нём 12 лет в ранге agréés, и который не подвергался уголовному наказанию и не выступал активистом в пацифистских движениях, является кандидатом на получение ранга titulaires. Если он уже достиг 60-летнего возраста, то 12-летний срок может быть сокращён. В настоящее время на место скончавшегося члена сообщества новые художники флота избираются решением компетентного жюри. Каждые два года в «Морском салоне» (Salon de la Marine) проходит соответствующая выставка, в рамках которой каждый француз может выставить одну свою картину, посвящённую морю. Жюри состоит на треть из художников — членов POM, на треть из высших флотских офицеров и на треть из известных деятелей культуры Франции. Помимо картин, в настоящее время для рассмотрения принимаются также рисунки, графические работы и фотографии, не превышающие размером формат в 130x97 см, а также произведения видео- и перформанс-художников. Жюри конкурса, по неписаным, но ставшим традицией законам, не рассматривает произведения абстрактного искусства и даёт положительные оценки только работам, которые непосредственно связаны с морской тематикой. Согласно этим правилам, жюри организует большой вернисаж, на котором обычно представлены от 100 до 120 художников. Он является единственной художественной выставкой во Франции, организатором которой выступает французское государство. По окончании проводимого Салона жюри присуждает медали и избирает нового члена POM — если для этого имеется свободное в сообществе место. В 1995 году ранг «художник флота» впервые получила женщина, Кристина Россе.
Члены сообщества Художников флота имеют право носить форму офицеров флота (синюю для Северного полушария, белую для Южного полушария), пошив которой сами оплачивают. Униформа не имеет нарукавных шевронов, но с погонами на плечах. На правой части груди на кителе имеется серебряный якорь как официальный отличительный знак «художника флота». В случае ранения или болезни они, как и все другие офицеры, могут проходить лечение в парижском военном госпитале Валь-де-Грас. Для лучшего ознакомления с жизнью и бытом ВМС художники имеют право выбрать и провести на борту одного из боевых кораблей морской поход в любой части земного шара.
В 2003 году в составе РОМ была создана группа из 20 официальных «писателей флота» (Écrivains de Marine).